# 2K8 Falanga

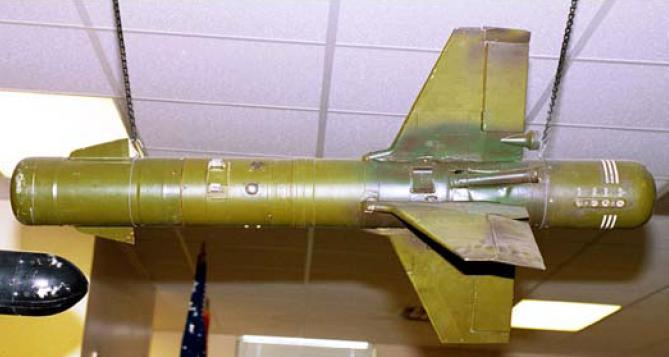
Střela AT-2C

 2K8 Falanga (v kódu NATO AT-2 „Swatter“) je sovětská protitanková řízená střela první generace s rádiovým přenosem řídících povelů. Raketa nese označení 3M11. Jedná se o protitankový raketový komplet dlouhého dosahu s povelovým systémem dálkového navedení (systém CLOS) prostřednictvím radiových vln.

## Vývoj

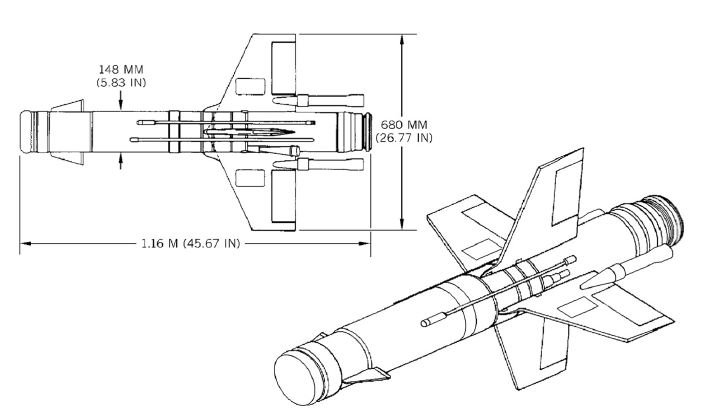
Nákres AT-2B Swatter

Vývoj probíhal v druhé polovině padesátých let 20. století v moskevské konstrukční kanceláři OKB-16 (později KB "Točmaš" - KBTM) pod vedením A. E. Nudelmana. Do výzbroje byl zaveden v roce 1960 pouze v mobilní verzi 2P32 na bázi obrněného vozidla BRDM. Již v červnu 1961 se konaly zkoušky vrtulníku Mi-1MU vyzbrojeného čtyřmi střelami 3M11. Do standardní výzbroje vrtulníků Mi-4AV, Mi-8TV a Mi-24A se dostala až vylepšená verze Falanga-M se střelou 9M17, která nesla účinnější hlavici. Naváděcí soustava CLOS zůstala zachována.
Lze předpokládat, že bojová efektivnost kompletu AT-2A (3M11 Falanga) byla u vrtulníků značně problematická. Jeden ruský zdroj popisuje raketu jako „význačnou svou složitostí a nízkou spolehlivostí“. Vibrace a hluk letícího vrtulníku musely totiž značně negativně působit na operátora PTRK, který musel současně sledovat cíl i letící střelu a ručně vytvářet řídící povely. Rovněž dolet střel byl pociťován jako nedostatečný. Byla vyvinuta vylepšená verze rakety: AT-2B (9M17 Skorpion). Na pohled jsou rakety velmi podobné, ale dolet AT-2B byl zvýšen na 3,5 km. Standardní výrobní verze byla 9M17M Skorpion-M, která vstoupila do služby v roce 1968. 
Zásadní změnu přinesla až verze AT-2 Swatter-C neboli 9M17P Skorpion-P, která používá poloautomatickou naváděcí soustavu typu SACLOS s rádiovým přenosem řídících povelů. Její vývoj byl zahájen v roce 1967 a do výzbroje byla přijata roku 1972. Hlavním nosičem PTRK Falanga-P byly bitevní vrtulníky Mi-24D. Kromě toho vznikla též mobilní verze 9P124 na obrněném vozidle BRDM-2, která však nebyla příliš rozšířená.
Komplet Falanga-P byl exportován spolu s vrtulníky Mi-24D do více než 20 států, z nichž mnohé jej dosud používají.

## Technická data
- Délka střely: 1160 mm
- Průměr těla střely: 132 mm
- Hmotnost střely: 30 kg
- Účinný dostřel: minimální 450 m, maximální 4 000 m
- Typ bojové hlavice: HEAT